# Kultura Đông Sơn

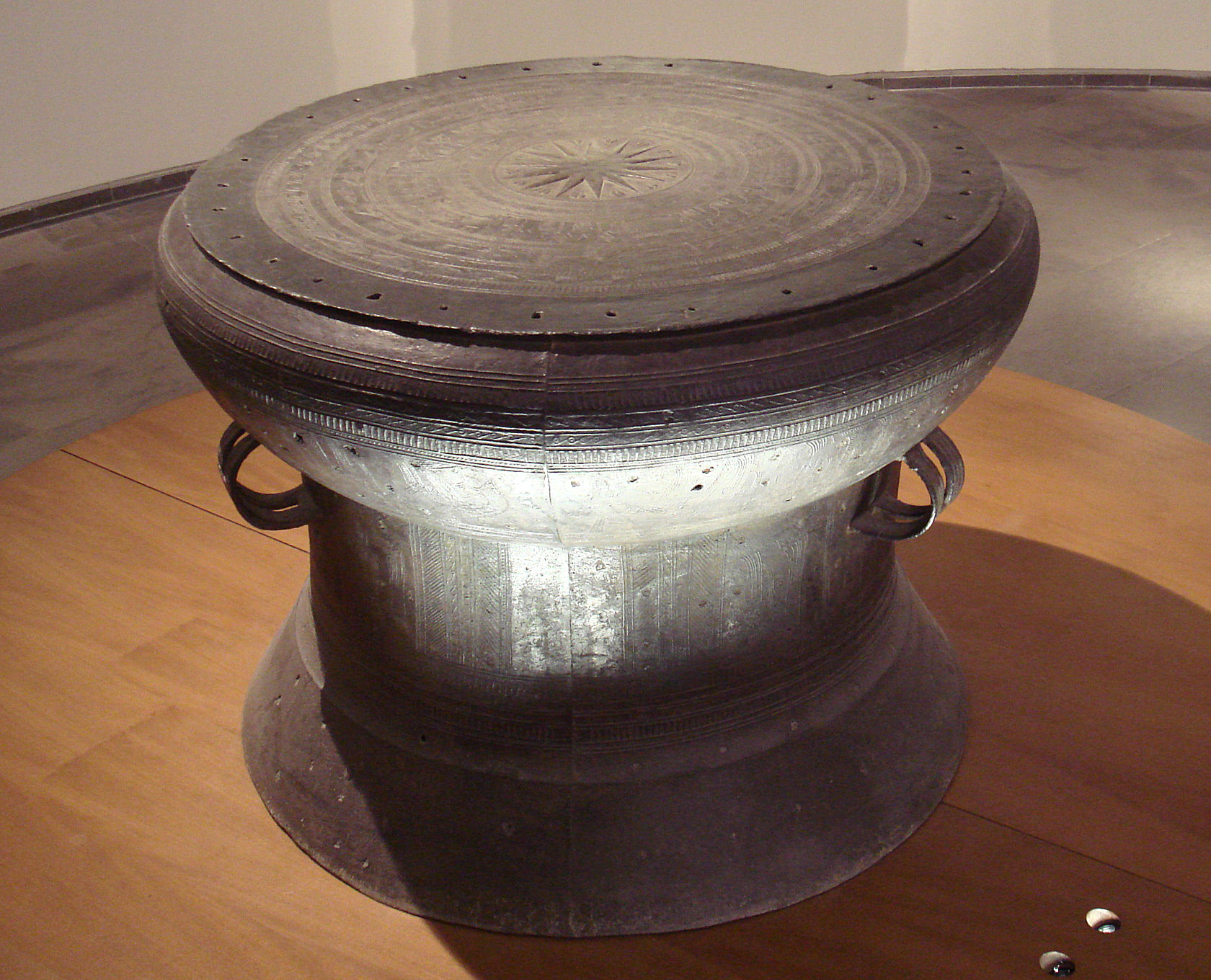
Typowy dla kultury Đông Sơn bęben z brązu

Kultura Đông Sơn – kultura prehistoryczna z epoki brązu. Nazwa pochodzi od stanowiska archeologicznego we wsi Đông Sơn nad rzeką Mã w prowincji Thanh Hóa w Wietnamie północnym. Najbardziej charakterystyczne obiekty kultury Đông Sơn, to bogato zdobione bębny z brązu spotykane na całym obszarze Azji Południowo-wschodniej, a także w południowych Chinach. Badania archeologiczne wykazują powiązania z wcześniejszymi kulturami indochińskimi, takimi jak kultura Hoà Bình, czy Gò Mun. Ludność kultury Đông Sơn, uważana za protoplastów dzisiejszych Wietnamczyków, przywędrowała z doliny Mekongu i rozprzestrzeniła się na terenach dzisiejszego Wietnamu Północnego i południowych Chin, gdzie z czasem uległa znaczącej sinizacji.